# Глебово (посёлок, Судиславский район)
Глебово — посёлок в Судиславском районе Костромской области России, входит в состав Судиславского сельского поселения. Население — 269 чел. (2019). 

## География
Расположен на западе Костромской области, в центральной части Судиславского района, в 5,5 км к северу от центра посёлка Судиславль и в 57,5 км к востоку от центра города Костромы.
Ближайшие населённые пункты — деревня Глебово (общая граница), деревня Тёкотово (общая граница), деревня Раково, станция Судиславль.

## История
До муниципальной реформы 2010 года посёлок являлся административным центром Глебовского сельского поселения Судиславского района. Администрация находилась по адресу: улица Центральная, д. 13.

## Население
| 2008 | 2010 | 2014 |
| ---- | ---- | ---- |
| 309  | ↘272 | ↗293 |

## Транспорт

### Автомобильный
Посёлок связан с Судиславлем и Костромой ответвлением «Судиславль — Глебово» от автомобильной дороги федерального значения Р243 Кострома-Шарья-Киров-Пермь. На автодороге «Судиславль — Глебово» интенсивное грузовое движение: песок и щебень из песчано-гравийного карьера «Судиславский», продукция Судиславского завода сварочных материалов, бензовозы цеха № 6 по хранению и реализации нефтепродуктов АО «Роснефть-Ярославль», грузы с/на железнодорожную станцию Судиславль.

### Железнодорожный
См. также: Судиславль (станция)
В 500 м западнее посёлка расположена железнодорожная станция Судиславль на линии Кострома — Галич. На станции останавливаются ежедневные поезда: пригородный «Кострома — Галич» и пассажирский «Москва — Владивосток».
| Номер | Маршрут                | Дни следования | Прибытие | Стоянка | Отправление |
| ----- | ---------------------- | -------------- | -------- | ------- | ----------- |
| 6319  | Галич — Кострома-Новая | еж             | 15.48    | 2 мин   | 15.50       |
| 6320  | Кострома-Новая — Галич | еж             | 09.19    | 2 мин   | 09.21       |
| 99    | Владивосток — Москва   | еж             | 02.54    | 2 мин   | 02.56       |
| 100   | Москва — Владивосток   | еж             | 08.22    | 2 мин   | 08.24       |

### Общественный
В посёлке расположена остановка общественного транспорта "посёлок Глебово". Автобусное сообщение связывает посёлок Глебово с поселком Судиславль, селом Залужье и деревней Ошурки.
| Наименование маршрута | День недели | Время отправления | Время отправления |
| --------------------- | ----------- | ----------------- | ----------------- |
| Наименование маршрута | День недели | Туда              | Обратно           |
| Судиславль — Глебово  | будни       | 17.20             | 17.40             |
| Судиславль — Глебово  | суббота     | 7.05, 14.25       | 7.25, 14.40       |
| Судиславль — Ошурки   | будни       | 6.25, 13.40       | 7.05, 14.30       |

## Экономика
Как бывший административный центр Глебовского сельского поселения посёлок остался центром Глебовской агломерации.

### Промышленность
Из промышленных предприятий на территории посёлка находится пилорама (за школой).

#### Электроснабжение
Энегроснабжение посёлка и всей Глебовской агломерации осуществляется с электроподстанции ПС 110/10 кВ "Судиславль", расположенной у южной границы посёлка, со следующими характеристиками:
| Год ввода / Год реконструкции                              | 1991/1972 |
| Установленная мощность трансформаторов, МВА                | 20        |
| Существующая нагрузка по замерам, МВА                      | 6,83      |
| Резерв мощности на основании замеров режимного дня, МВА    | 5,35      |
| Мощность по договорам на ТП находящихся на исполнении, МВт | 0,3960    |
| Резерв мощности для технологического присоединения, МВА    | 4,736     |

#### Газоснабжение
В 2019 году начата прокладка межпоселкового газопровода Судиславль - Глебово, в 2020 году планируется начать подключение домов Глебовской агломерации.

### Торговля
В агломерации имеется 4 универсальных магазина: 1 на станции Судиславль и 3 ("Центральный", "Обжорка", "Авоська") в посёлке Глебово.

### Связь
Услуги фиксированной (стационарной) телефонной связи предоставляет «Ростелеком». Телефонный код +7 49433.
Услуги сотовой связи предоставляют четыре оператора: «Билайн», «МегаФон», «МТС» и «Tele2».
В посёлке расположено отделение почтовой связи (ОПС) «Тёкотово», почтовый индекс 157863.

## Здравоохранение
Глебовский фельдшерско-акушерский пункт (ФАП).

## Образование
Глебовская основная общеобразовательная школа (МОУ) и Глебовский детский сад «Рябинушка» (МДОУ).

## Культура
Глебовский сельский дом культуры, вместимостью 1100 человек.
Глебовская сельская библиотека.
В посёлке расположен памятник погибшим, пропавшим без вести и умершим от ран в годы Великой Отечественной войны.